# Sceptrothelys placens
Sceptrothelys placens är en stekelart som först beskrevs av Walker 1874.  Sceptrothelys placens ingår i släktet Sceptrothelys och familjen puppglanssteklar. Inga underarter finns listade i Catalogue of Life.